# 金塔県
金塔県（きんとう-けん）は中華人民共和国甘粛省酒泉市に位置する県。県人民政府の所在地は金塔鎮。

## 地理
金塔県は東経97度58分から100度20分、北緯39度47分から40度59分に位置する。

## 行政区画
7鎮、2郷を管轄する：
- 鎮：中東鎮、鼎新鎮、金塔鎮、東壩鎮、航天鎮、大荘子鎮、西壩鎮
- 郷：古城郷、羊井子湾郷